# Sempu (Kunduran)
Sempu is een bestuurslaag in het regentschap Blora van de provincie Midden-Java, Indonesië. Sempu telt 2330 inwoners (volkstelling 2010).